# Kand
Kand – w pszczelarstwie ciasto miodowo-cukrowe służące do podkarmiania pszczół, w szczególności przy wychowie matek pszczelich. Kand jest przygotowywany z miodu i cukru w proporcji ok. 1/3 lub 1/4. Roztopiony, ciepły miód zasypuje się mączką cukrową dokładnie mieszając; otrzymaną masę wyrabia się do uzyskania plastycznej konsystencji.